# Lipinki (Wołomin)
Pour les articles homonymes, voir Lipinki.
Lipinki (prononciation : [t͡ɕenˈt͡ɕiva]) est un village polonais de la gmina de Wołomin dans le powiat de Wołomin de la voïvodie de Mazovie dans le centre-est de la Pologne.
Le village possède une population d'environ 850 habitants.

## Histoire
De 1975 à 1998, le village appartenait administrativement à la voïvodie de Varsovie.